# Шестерёнчатый кубик

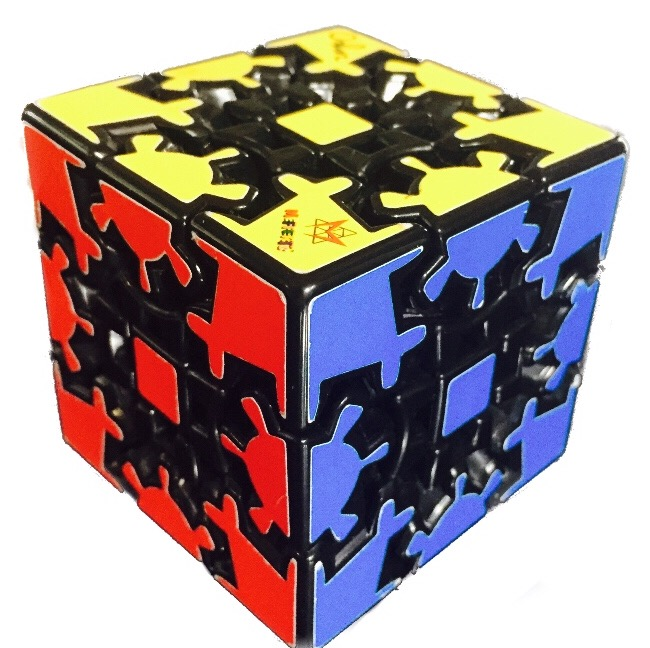
Шестерёнчатый куб из чёрной пластмассы

Шестерёнчатый кубик (англ. Gear Cube) ― головоломка, подобная кубику Рубика, разработанная и созданная нидерландским дизайнером Оскаром ван Девентером на основе идеи Брэма Коэна.

## История
Первый шестерёнчатый кубик был произведён компанией Shapeways в 2009 году под названием «Опасный кубик» («Caution Cube») ― из-за вероятности застревания пальцев между шестернями во время скоростной сборки. В 2010 году эта головоломка была запущена в серийное производство компанией Уве Мёфферта под своим нынешним названием ― «Шестерёнчатый кубик».
Неофициальный мировой рекорд по сборке шестерёнчатого кубика принадлежит японцу Кентаро Ниши (2,16 секунды).

## Механика
В отличие от стандартного кубика Рубика, в этом кубике используется зубчатый механизм. Для совершения одного оборота требуется шесть поворотов на 180°. Все шестерёнки размещаются снаружи, чтобы была видна механика куба. Несмотря на то, что куб имеет сложную механику, его сборка гораздо проще, чем сборка кубика Рубика ― из-за меньшего количества возможных перестановок. Оно равно:
{\displaystyle 4!(4\cdot 3)^{3}=41472}
Поворот внешних граней куба возможен только на 180°. При каждом повороте центры соседних граней поворачиваются на 90° в том же направлении, а их края поворачиваются на 60°. По этой причине повороты на 90° невозможны, так как центр соседней грани повернётся только на 45° и заблокирует движение остальных частей куба.

## Разновидности и фото
Существует множество разновидностей шестерёнчатого куба, например Gear Cube Extreme или Gear Cube Ultimate, в которых в одном из 3 измерений отсутствует шестеренчатая передача. Также существуют головоломки с зубчатым механизмом в форме шара или тетраэдра.
Через время после изобретения шестеренчатого куба Оскар ван Девентер сделал его миксап версию, тем самым добавив возможность вращаться после поворота грани не только на 180, но и на 90 градусов. В 2014 году Мефферт стал выпускать такую головоломку.
Также в 2015 году был выпущен шестеренчатый куб 5х5х5, однако на нем постоянно проворачивались шестеренки и могли ломаться ребра.

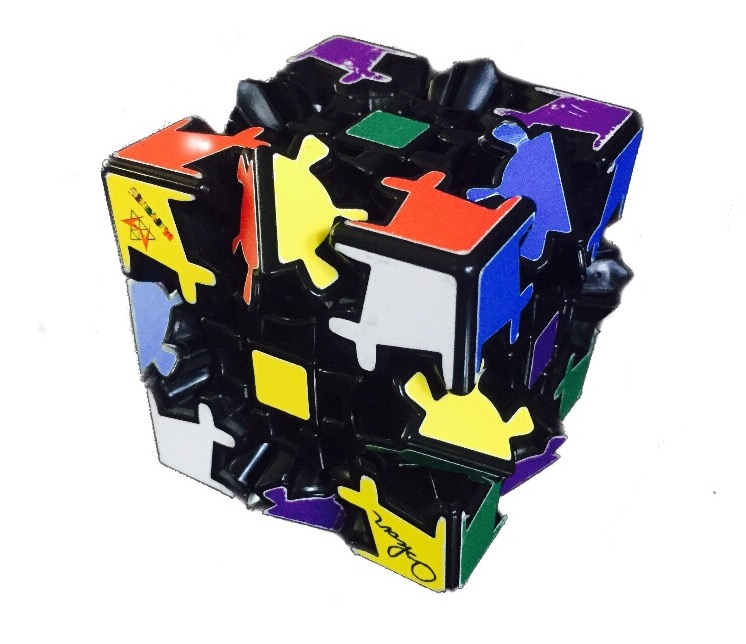
Перемешанный кубик
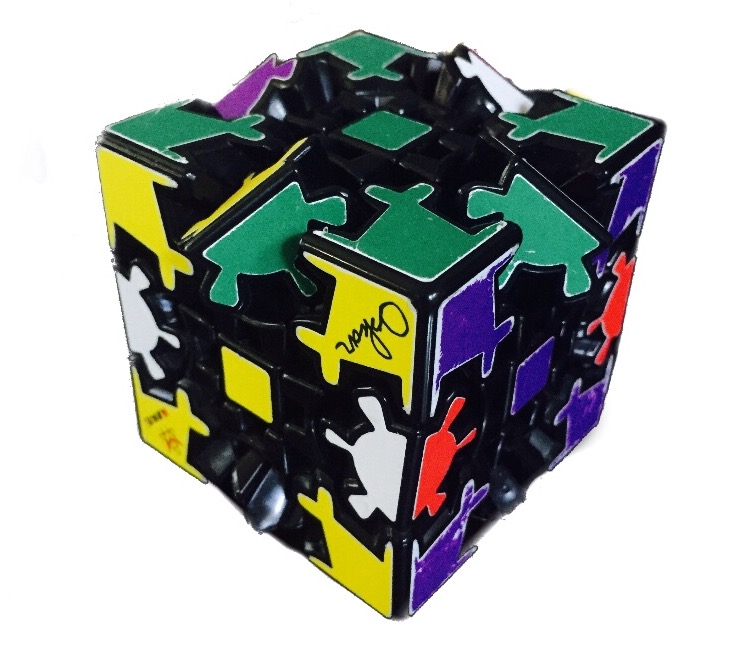
Кубик с поставленными углами
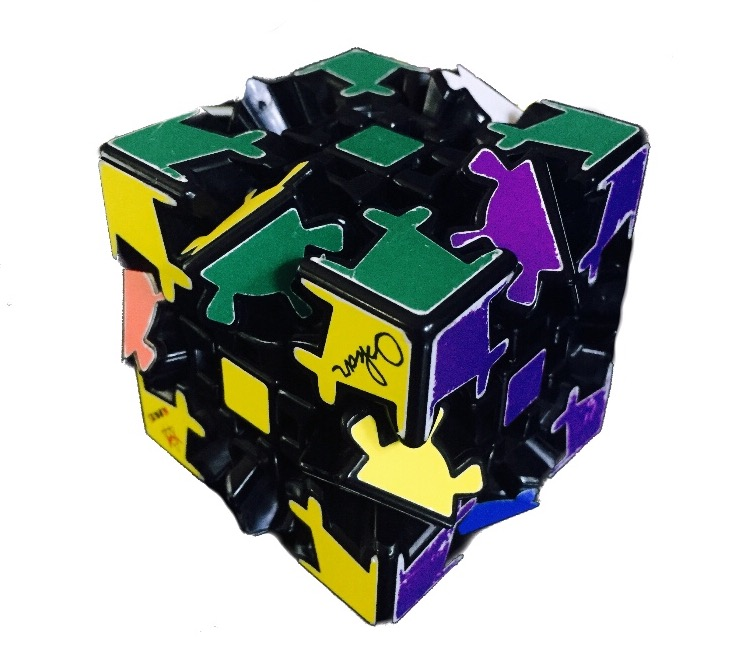
Кубик с поставленными по цветам рёбрами
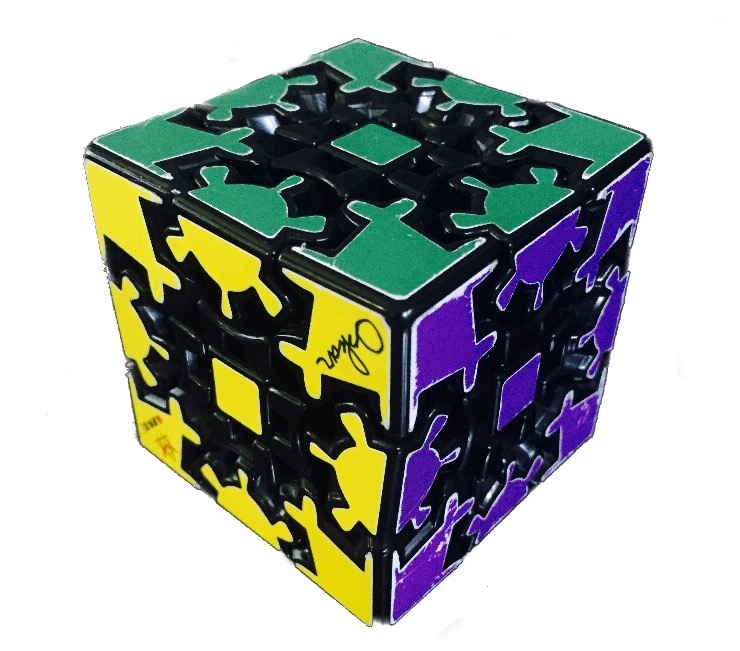
Собранный кубик